# マティアス・フランク
マティアス・フランク（Mathias Frank、1986年9月12日 - ）は、スイス・ロッグリスヴィル出身の自転車競技（ロードレース）選手。AG2R・シトロエン・チーム所属。

## 来歴

### 2008年：ゲロルシュタイナー
2008年、ブエルタ・ア・エスパーニャに出場。しかしチームが同年限りで解散することになったため、翌年BMC・レーシングチームに移籍。

### 2009-2013年：BMC・レーシング
2010年、ツール・ド・スイスではマルクス・ブルクハルトの逃げを利用し、スプリントポイントと山岳ポイントを荒稼ぎし、最終日までポイントを守りきり山岳賞とスプリント賞を獲得した。
2011年、ジロ・デ・イタリアに出場し、ヨハン・チョップのアシストを務めた。ツール・ド・スイスではカデル・エヴァンスやスティーヴ・モラビートが不在な状況で、エースに任命され総合6位に入った。ブエルタ・ア・エスパーニャもBMCレーシングのエースとして出場。しかし第11ステージでは4位に入る活躍があったものの最終的には総合94位でレースを終えた。
2012年、ジロ・デル・トレンティーノ第1ステージ（チームタイムトライアル）で優勝し、リーダージャージを1日間着用し最終的には総合10位で完走。ツール・ド・スイスでは総合12位に入り、スイスライダー賞を獲得した。9月にはオランダのファルケンブルフで行われた世界選手権ロードレースにミヒャエル・アルバジーニのアシストとして出場し63位で完走した。
2013年、オーストリア一周で区間2勝。USA・プロ・サイクリング・チャレンジでは第2ステージで優勝し、総合でも2位に入り総合優勝したチームメイトのティジェイ・ヴァン・ガーデレンと総合ワンツーフィニッシュを達成した。他にもツアー・オブ・カリフォルニアで総合4位、ツール・ド・スイスではリーダージャージを6日間着用し総合4位だった。

### 2014-2016年：IAMサイクリング
2013年8月22日、IAMサイクリングがシルヴァン・シャヴァネル、ジェローム・ピノー、ローガー・クルーゲ、ビセンテ・レイネス、マティアス・フランクと2014年の契約したことを発表。
2014年、クリテリウム・アンテルナシオナル第3ステージとバイエルン一周第2ステージで優勝。他にもツール・ド・スイスで総合2位、ツール・ド・ロマンディで総合4位に入った。
2015年、ツール・ド・フランスで総合8位に入り、初のグランツール総合トップ10入り。
2016年、序盤ツール・ド・ロマンディで総合8位、ブエルタ・ア・エスパーニャ第17ステージにて、1級山岳マス・デラ・コスタで逃げ切りを決め、自身初のグランツールでの勝利を挙げた。

### 2017年-：AG2R・ラ・モンディアル
2017年、AG2R・ラ・モンディアルに2年契約で移籍。

## 主な戦績
- 2004年
  - スイス選手権 ジュニア
    -  ヒルクライム 優勝
    - ロードレース 2位
    - 個人タイムトライアル 3位

- 2006年
  - ツール・デ・エアロポート 総合4位
    - 区間優勝（第5ステージ）

  - スイス選手権 U23 ロードレース 2位

- 2007年
  -  スイス選手権 U23 ヒルクライム 優勝
  -  チューリンゲン・ルントファート 総合優勝
    - 区間優勝（第5ステージ）

  - グランプリ・ギヨーム・テル 総合8位
    - 区間優勝（第4ステージ）

  - ツール・ド・フランシュ＝コンテ 総合3位

- 2008年
  - グランプリ・シュヴァルツヴァルト 優勝
  - スイス選手権 ロードレース 3位
  - ツール・ド・レン 総合9位

- 2009年
  - グランプリ・ギヨーム・テル 総合優勝
  - スイス選手権
    - ロードレース 2位
    - 個人タイムトライアル 2位

  - ツアー・オブ・アイルランド 総合6位
  - ツール・ド・ワロニー 総合8位

- 2010年
  - ツール・ド・スイス
    -  山岳賞
    -  スプリント賞

- 2011年
  - ツール・ド・スイス 総合6位
  - スイス選手権 個人タイムトライアル 3位

- 2012年
  - ジロ・デル・トレンティーノ 総合10位
    -       - 区間優勝（第1ステージ・チームタイムトライアル）

  -  ツール・ド・スイス ベストスイスライダー賞
  - ツアー・オブ・ユタ 総合10位

- 2013年
  - ツアー・オブ・オーストリア 区間優勝（第4、5ステージ）
  - USA・プロ・サイクリング・チャレンジ 総合2位
    - 区間優勝（第2ステージ）

  - グランプリ・ド・ワロニー 3位
  - ツアー・オブ・カリフォルニア 総合4位
  - ツール・ド・スイス 総合5位

- 2014年
  - クリテリウム・アンテルナシオナル 総合2位
    -  ポイント賞
    -  山岳賞
    - 区間優勝（第3ステージ）

  - バイエルン一周 総合2位
    - 区間優勝（第2ステージ）

  - ツール・ド・スイス 総合2位
    -  ベストスイスライダー賞

  - ツール・ド・ロマンディ 総合4位
  - シルキュイ・ド・ラ・サルト 総合7位

- 2015年
  - スイス選手権 ロードレース 3位
  - アークティック・レース・オブ・ノルウェー 総合5位
  - ツール・ド・フランス 総合8位

- 2016年
  - ブエルタ・ア・エスパーニャ 区間優勝（第17ステージ）
  - シルキュイ・ド・ラ・サルト 総合7位
  - ツール・ド・ロマンディ 総合8位

- 2017年
  - ツール・ド・スイス 総合7位
    -  ベストスイスライダー賞

  - ブークル・ド・ロルヌ 7位

- 2018年
  - スイス選手権 ロードレース 4位
  - ツアー・オブ・カリフォルニア 総合10位

- 2019年
  - ツール・ド・ラン 総合2位
  - スイス選手権ロードレース 3位
  - グラン・ピエモンテ　6位

- 2021年
  - メルカン・ツール・クラシック・アルプ＝マリティーム　5位

### グランツール

#### ジロ・デ・イタリア
- 2011年：総合85位
- 2012年：総合83位

#### ツール・ド・フランス
- 2010年：リタイア（第1ステージ未出走）
- 2014年：リタイア（第8ステージ未出走）
- 2015年：総合8位
- 2016年：リタイア（第14ステージ未完走）
- 2017年：総合30位
- 2018年：総合55位
- 2019年：総合48位

#### ブエルタ・ア・エスパーニャ
- 2008年：リタイア（第13ステージ未完走）
- 2011年：総合94位
- 2016年：総合37位、第17ステージ区間優勝
- 2020年：リタイア（第1ステージ未完走）